# Casa de la Literatura Peruana
La Casa de la Literatura Peruana es un centro cultural público ubicado en la Estación de Desamparados en el distrito de Lima en Perú.
Es un órgano de línea del Viceministerio de Gestión Pedagógica del Ministerio de Educación del Perú. Se inauguró el martes 20 de octubre de 2009. Sus programas y actividades tienen el propósito de difundir el conocimiento de la literatura del Perú, promover experiencias literarias diversas y fomentar la producción literaria nacional. Como institución que pertenece al Ministerio de Educación, tanto el ingreso y los servicios son gratuitos. 

## Creación
La Casa de la Literatura Peruana fue creada con Decreto Supremo N° 007-2008-ED. La inauguración se realizó el martes 20 de octubre de 2009. El trabajo museográfico original fue encargado al arquitecto Juan Carlos Burga. En la primera propuesta museográfica, se rendía homenaje a los personajes más destacados de las letras en 16 salas de exposición donde se presentaba, a través de paneles, la vida y obra de escritores peruanos como César Vallejo, José María Arguedas, Inca Garcilaso de la Vega, José Santos Chocano, Ciro Alegría, entre otros, plasmados en textos, grabados, imágenes, videos, audios y libros que recorrían las instalaciones del inmueble. Posteriormente, esta propuesta fue reemplazada por la exposición permanente Intensidad y altura de la literatura peruana, inaugurada el 25 de septiembre de 2015, y actualizada el 22 de febrero de 2018.

## Exposiciones
- 2013 El poder es cada individuo. Rutas de La ciudad y los perros
- 2014 Soñar, hacer, leer: 100 años de revistas literarias[3]
- 2015 Intensidad y altura de la literatura peruana
- 2016 Todo es ritmo. Victoria y Nicomedes Santa Cruz[4]
- 2019 Un espíritu en movimiento: redes culturales de la revista Amauta[5]

## Premio Casa de la Literatura Peruana
La Casa de la Literatura Peruana entrega, desde 2010, un premio a destacados escritores e investigadores de las letras peruanas como reconocimiento a su contribución a la reflexión y la creación en torno a la literatura nacional. 
| Año  | Premiado                  | Ref.                 |
| ---- | ------------------------- | -------------------- |
| 2010 | Mario Vargas Llosa        | [ 6 ]                |
| 2010 | César Atahualpa Rodríguez |                      |
| 2011 | Carlos Germán Belli       | [ 7 ]                |
| 2011 | Estuardo Núñez            |                      |
| 2012 | Edgardo Rivera Martínez   | [ 8 ]                |
| 2012 | Antonio Gálvez Ronceros   | [ 9 ]                |
| 2013 | Oswaldo Reynoso           | [ 10 ]               |
| 2014 | José Miguel Oviedo        | [ 11 ]               |
| 2015 | Carmen Ollé               | [ 12 ]               |
| 2016 | Leoncio Bueno             | [ 13 ]               |
| 2017 | Luis Urteaga Cabrera      | [ 14 ]               |
| 2018 | Óscar Colchado            | [ 15 ]               |
| 2019 | Cronwell Jara             | [ 16 ]               |
| 2020 | Rossella Di Paolo         | [ 17 ] [ 18 ]        |
| 2021 | Alfredo Mires Ortiz       | [ 19 ]               |
| 2022 | Jorge Eslava Calvo        | [ 20 ] [ 21 ] [ 22 ] |
| 2023 | Roger Rumrril             | [ 23 ]               |
| 2024 | Juan Acevedo              | [ 24 ]               |